# Stanisław Zaremba
Stanisław Zaremba, né le 3 octobre 1863 à Romanówka et mort le 23 novembre 1942 à Cracovie, est un mathématicien polonais. Professeur à l'université Jagellonne de Cracovie, membre de l'Académie polonaise des arts et sciences, cofondateur et président de la Société mathématique de Pologne, il a contribué au succès de l'École polonaise de mathématiques tant par son enseignement et ses travaux de recherches que par ses talents d'organisateur. Stanisław Zaremba a écrit de nombreux ouvrages d'enseignement universitaire et de monographies. Ses travaux sur les équations différentielles, les mathématiques appliquées, l'analyse classique, particulièrement l'analyse harmonique, sont unanimement reconnus. 

## Biographie
Fils de l'ingénieur Hipolit Zaremba et Aleksandra née Kurzańska, Stanisław Zaremba est né en 1863 à Romanówka, actuellement en Ukraine. Il s'instruit d'abord à la realschule de Saint-Pétersbourg où l'allemand est la langue d'enseignement. Dans les années 1881-1886, il reçoit une formation d'ingénieur à l'Institut de technologie de Saint-Pétersbourg. Il poursuit ensuite ses études à Paris où, en 1889, il obtient un doctorat ès sciences de la faculté des sciences de Paris  pour sa thèse Sur un problème concernant l'état calorifique d'un corps homogène indéfini, écrite sous la direction de Jean Gaston Darboux et d'Émile Picard.   
La thèse de Stanisław Zaremba une grande résonance car elle apporte la solution au problème posé en 1858 par l'Académie des sciences de Paris. Il a attendu près de 30 ans pour être résolu et même Bernhard Riemann, l'un des plus grands mathématiciens du XIXe siècle, a échoué à cette tache.  
Le succès de la thèse assure à Stanisław Zaremba une reconnaissance de ses pairs et une position en France où il travaille ensuite pendant une dizaine d'années et publie dans des magazines de renom. Il se marie avec Henriette née Cauvin. Leur fils, Stanisław Krystyn (1903- 1990), deviendra mathématicien lui aussi.
En 1900, Stanisław Zaremba décide de retourner en Pologne où il prend la chaire de mathématiques à l'université Jagellonne. En 1905, il devient professeur ordinaire. En 1915, il est le doyen de la Faculté de philosophie. 
Son prestige l'aide à faire de Cracovie un véritable centre de recherche mathématique. Il est d'ailleurs le premier Polonais à recevoir l'honneur de lire un article au Congrès international des mathématiciens en 1908.  
À l'indépendance de la Pologne, en 1919, il cofonde la Société mathématique polonaise et devient son premier président, la fonction qu'il occupe pratiquement jusqu'à sa mort. Il est également rédacteur en chef des Annales publiées par la Société.  
Zaremba restera lié avec l'Université de Cracovie toute sa vie et elle lui décernera le titre de doctorat honoris causa en 1929. Parmi ses élèves, on compte Stanisław Gołąb, Juliusz Rudnicki, Wacław Sierpiński, Włodzimierz Stożek, Tadeusz Ważewski et Witold Wilkosz. 
L'activité scientifique de Stanisław Zaremba coïncide avec la naissance et le plus grand développement de deux centres mathématiques du pays, en concurrence avec Cracovie : Varsovie et Lwów. A Varsovie, des mathématiciens associés à Zygmunt Janiszewski, Stefan Mazurkiewicz et Wacław Sierpiński traitent des questions de logique mathématique et de théorie des ensembles et publient leurs travaux dans Fundamenta Mathematicae. Les scientifiques de Lwów, dirigés par Stefan Banach et Hugo Steinhaus, s'intéressent principalement  à l'analyse fonctionnelle et publiés dans Studia Mathematica. 
Zaremba est décédé le 23 novembre 1942 à Cracovie, durant l'occupation de la Pologne par les Allemands. Il est enterré au cimetière Rakowicki.

## Publications en français
- Stanisław Zaremba, La logique des mathématiques, Ghautiers-Vilars, 1926
- Stanisław Zaremba, Sur une conception nouvelle des forces intérieures dans un fluide en mouvement (1937), Ghautiers-Vilars, 1937